# Maye Brandt
María Xavier Brandt Angulo, detta Maye (Caracas, 28 aprile 1961 – Baruta, 2 ottobre 1982), è stata una modella venezuelana, eletta Miss Venezuela nel 1981.
Ha inoltre rappresentato il Venezuela a Miss Universo 1980 il 7 luglio 1980 a Seul, in Corea. La Brandt è morta nel 1982 all'età di ventidue anni, in seguito ad un colpo di pistola da lei stessa esploso.